# Georg Böhm (Politiker, 1896)
Georg Böhm (* 26. Oktober 1896 in Eger, Österreich-Ungarn; † 4. Februar 1947 in Prag, Tschechoslowakei) war ein Drogist und sudetendeutscher Politiker (SdP, NSDAP).

## Leben und Wirken
Nach dem Besuch der Volksschule nahm er eine Lehre zum Drogisten auf und übernahm später in Graslitz in der neugegründeten Tschechoslowakei ein Drogeriegeschäft. Von 1935 bis 1938 war er Abgeordneter der Nationalversammlung der Tschechoslowakischen Republik für die Sudetendeutsche Partei im Wahlkreis Karlsbad. Zeitweise war Böhm im Arbeitsamt der SdP in Prag für Fragen der Beschäftigung und Arbeit tätig.
Im September 1938 nahm er am NSDAP-Parteitag in Nürnberg teil. Er widmete sich intensiv der Ausbildung und Organisation sudetendeutscher Freiwilligeneinheiten, die in der Sudetenkrise gegen den tschechoslowakischen Staat vorgingen. Am 13. September 1938 organisierte er einen Angriff von Ordonnanzen und der Schwarzen Legion auf das tschechoslowakische Zollhaus in Schwaderbach an der deutschen Grenze bei Klingenthal.
Nach dem Einmarsch deutscher Truppen im Zuge der Angliederung des Sudetenlandes der Tschechoslowakei an das Deutsche Reich und der Bildung des Reichsgaus Sudetenland beantragte er am 2. Januar 1939 die Aufnahme in die NSDAP und wurde rückwirkend zum 1. November 1938 aufgenommen (Mitgliedsnummer 6.639.942), er kandidierte für den Deutschen Reichstag. Böhm war von 1939 bis 1941 Kreisleiter der NSDAP in Kaaden. Nach dem Ende des Zweiten Weltkrieges wurde er in Prag vom tschechoslowakischen Nationalgericht zum Tode verurteilt und hingerichtet.